# Józef Skwierawski
Józef Stanisław Skwierawski (ur. 31 sierpnia 1943 w Krakowie, zm. 31 marca 2012 tamże) – polski prawnik, prokurator, sędzia Sądu Najwyższego orzekający w latach 1996–2010.

## Życiorys

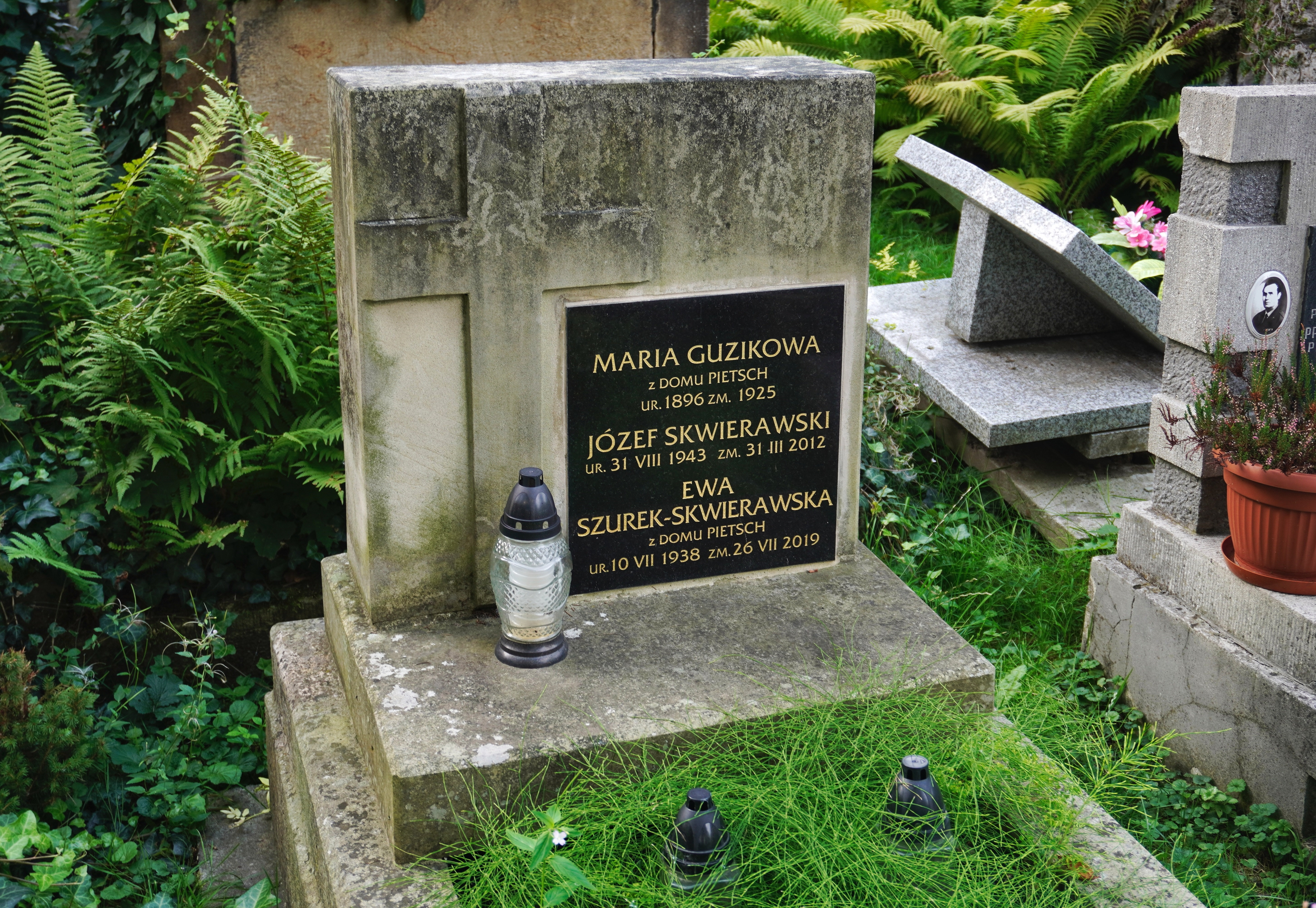
Grób Józefa Skwierawskiego na cmentarzu Rakowickim w Krakowie

Syn Stanisława i Zofii. Po ukończeniu studiów prawniczych na Uniwersytecie Jagiellońskim odbył aplikację prokuratorską. Od 1970 pracował jako asesor, w 1971 uzyskał nominację na prokuratora Prokuratury Powiatowej w Suchej Beskidzkiej. W 1974 został podprokuratorem Prokuratury Wojewódzkiej w Krakowie, rok później objął stanowisko prokuratora rejonowego w Tarnowie. Następnie pełnił funkcję wiceprokuratora (od 1979) i prokuratora wojewódzkiego (od 1990) w Krakowie. Od 1991 był urzędnikiem w Ministerstwie Sprawiedliwości, m.in. naczelnikiem Wydziału Postępowania Sądowego w Sprawach Karnych Departamentu Prokuratury. W lipcu 1996 powołany na sędziego Sądu Najwyższego, orzekał w Izbie Karnej do czasu przejścia w lutym 2010 w stan spoczynku. Był inicjatorem powołania Krakowskiego Klubu Przodowników Turystyki Górskiej i członkiem Polskiego Towarzystwa Turystyczno-Krajoznawczego.
W 2012, za wybitne zasługi dla wymiaru sprawiedliwości, za kształtowanie zasad demokratycznego państwa prawa i kultury prawnej, prezydent Bronisław Komorowski pośmiertnie odznaczył go Krzyżem Komandorskim Orderu Odrodzenia Polski.
Został pochowany na cmentarzu Rakowickim.